# 1963 au Vatican
Chronologie du Vatican
- 1959
- 1960
- 1961
- 1962
- 1963
- 1964
- 1965
- 1966
- 1967

Cette page concerne les évènements survenus en 1963 au Vatican  :

## Évènement
- Poursuite du IIe concile œcuménique du Vatican, également appelé concile Vatican II.
- 3 juin : Mort du pape Jean XXIII
- 19-21 juin : Conclave
- 21 juin : Élection du pape Paul VI.